# Ginástica rítmica nos Jogos Pan-Americanos de 2019 - Grupo geral
A competição do grupo geral feminino foi um dos eventos da ginástica rítmica nos Jogos Pan-Americanos de 2019. Foi disputada no Polideportivo Villa El Salvador nos dias 2 e 3 de agosto. 

## Calendário
Horário local (UTC-5).
| Data        | Horário | Fase            |
| ----------- | ------- | --------------- |
| 2 de agosto | 15:30   | Rotação final 1 |
| 3 de agosto | 15:30   | Rotação final 2 |

## Medalhistas
|  | MEX México                                                                     |  | USA Estados Unidos                                                                          |  | BRA Brasil                                                                 |
|  | Ana Galindo Adriana Hernandez Mildred Maldonado Britany Sainz Karen Villanueva |  | Isabelle Connor Yelyzaveta Merenzon Elizaveta Pletneva Nicole Sladkov Kristina Sobolevskaya |  | Beatriz da Silva Vitória Guerra Deborah Medrado Nicole Pircio Camila Rossi |

## Resultados
| Pos.              | Ginasta | 5 Bolas    | 3 Arcos, 2 maças | Total  |
| ----------------- | --- | ---------- | ---------------- | ------ |
| Medalha de ouro   | México (MEX) Ana Galindo Adriana Hernandez Mildred Maldonado Britany Sainz Karen Villanueva                      | 23.525 (2) | 24.850 (1)       | 48.375 |
| Medalha de prata  | Estados Unidos (USA) Isabelle Connor Yelyzaveta Merenzon Elizaveta Pletneva Nicole Sladkov Kristina Sobolevskaya | 22.825 (3) | 23.150 (2)       | 45.975 |
| Medalha de bronze | Brasil (BRA) Beatriz da Silva Vitória Guerra Deborah Medrado Nicole Pircio Camila Rossi                          | 23.650 (1) | 19.700 (6)       | 43.350 |
| 4                 | Cuba (CUB) Claudia Arjona Tatiana Frometa Melissa Kindelán Elaine Rojas Danay Utrias                             | 20.300 (4) | 22.150 (3)       | 42.450 |
| 5                 | Canadá (CAN) Carmel Kallemaa Vanessa Panov Alexandra Udachina Carmen Whelan Alexandra Zilyuk                     | 19.650 (5) | 20.650 (4)       | 40.300 |
| 6                 | Venezuela (VEN) Maria Waleska Ojeda Dahilin Parra Juliette Quiroz Kizzy Rivas Sofia Suarez                       | 18.350 (6) | 19.900 (5)       | 38.250 |
| 7                 | Peru (PER) Carmen Leon Flavia Paula Leon Aitana Orrego Camila Rodriguez Georgina Vidalon                         | 13.000 (7) | 13.250 (7)       | 26.250 |